# Bơi nghệ thuật tại Đại hội Thể thao châu Á 2002
Bơi nghệ thuật được tranh tài từ ngày 30 tháng 9 đến ngày 2 tháng 10 tại Đại hội Thể thao châu Á 2002 ở Busan, Hàn Quốc với tất cả các nội dung thi đấu diễn ra tại Bể bơi Sajik. Tổng cộng có 16 vận động viên đến từ bảy quốc gia tranh tài tại nội dung này, Nhật Bản giành cả hai huy chương vàng, Hàn Quốc và Trung Quốc xếp sau tại bảng tổng sắp huy chương với một huy chương bạc và một huy chương đồng.

## Lịch thi đấu
| T | Technical routine | F | Free routine |

| ND↓/Ngày → | Thứ 2 30/9 | Thứ 3 1/10 | Thứ 4 2/10 |
| ---------- | ---------- | ---------- | ---------- |
| Đơn nữ     | T          | F          |            |
| Đôi nữ     | T          |            | F          |

## Quốc gia tham dự
Tổng cộng có 16 vận động viên đến từ 7 quốc gia tranh tài môn bơi nghệ thuật tại Đại hội Thể thao châu Á 2002:
- Trung Quốc (3)
- Hồng Kông (2)
- Nhật Bản (2)
- Kazakhstan (2)
- Ma Cao (3)
- Hàn Quốc (2)
- Uzbekistan (2)

## Danh sách huy chương
| Nội dung      | Vàng                                    | Bạc                                     | Đồng                                        |
| ------------- | --------------------------------------- | --------------------------------------- | ------------------------------------------- |
| Biểu diễn đơn | Miya Tachibana · Nhật Bản               | Jang Yoon-kyeong · Hàn Quốc             | Li Zhen · Trung Quốc                        |
| Biểu diễn đôi | Nhật Bản · Miya Tachibana · Miho Takeda | Trung Quốc · Gu Beibei · Zhang Xiaohuan | Hàn Quốc · Jang Yoon-kyeong · Kim Min-jeong |

## Bảng tổng sắp huy chương
| Hạng               | Đoàn               | Vàng | Bạc | Đồng | Tổng số |
| ------------------ | ------------------ | ---- | --- | ---- | ------- |
| 1                  | Nhật Bản (JPN)     | 2    | 0   | 0    | 2       |
| 2                  | Hàn Quốc (KOR)     | 0    | 1   | 1    | 2       |
| 2                  | Trung Quốc (CHN)   | 0    | 1   | 1    | 2       |
| Tổng số (3 đơn vị) | Tổng số (3 đơn vị) | 2    | 2   | 2    | 6       |